# Język fataluku
Język fataluku (fatalukunu), także: dagada, dagaga, dagoda' – język papuaski używany na wschodnim skraju Timoru Wschodniego, zwłaszcza w rejonie miejscowości Lospalos (dystrykt Lautém) . Według danych z 2015 r. posługuje się nim ok. 42 tys. mieszkańców tego kraju. Należy do rodziny języków timor-alor-pantar. Jest najbardziej wysuniętym na wschód spośród języków Timoru.
Dzieli się na pięć wzajemnie zrozumiałych dialektów (północny, północno-wschodni, wschodni, centralny, południowy). Jest blisko spokrewniony z językiem oirata z pobliskiej wyspy Kisar w indonezyjskiej prowincji Moluki (który bywa traktowany jako jego dialekt), a także z językiem rusenu, który wyszedł z użycia w I poł. XX wieku. Dalsze związki łączą go z językami makasae i makalero.
Jest to główny język ludu Fataluku. Sami użytkownicy określają swój język jako „fatalukunu”. Nazwa „fataluku” znaczy tyle, co „mówić poprawnie”, a „fatalukunu” – „poprawna mowa”. W znacznej części literatury, a zwłaszcza we wczesnych źródłach portugalskich, występuje określenie „dagada”, które nie jest jednak znane dzisiejszym użytkownikom języka (zapewne jest to termin obcy). A. van Engelenhoven (2009) twierdzi, że nazwa ta pochodzi z języka makasae i oznacza tyle, co „rozmowa”.
W regionie panuje wysoki poziom multilingwizmu; w powszechnym użyciu są w szczególności języki tetum i indonezyjski. Wśród grupy etnicznej Fataluku znane są także inne języki, w tym makalero i makasae. Niemniej z dostępnych danych (2015) wynika, że fataluku nie jest zagrożony wymarciem w najbliższej przyszłości. Odnotowano, że jest przekazywany międzypokoleniowo i pozostaje preferowanym środkiem komunikacji w większości sfer życia. Społeczność ma pozytywny stosunek do swojego języka. Potencjalnymi zagrożeniami dla długoterminowej żywotności fataluku są migracje ludności i nasilone wpływy zewnętrzne, w tym presja języka tetum.
Przypuszcza się, że historycznie był silnie ekspansywny; prawdopodobnie wypierał sąsiednie języki austronezyjskie (doprowadził m.in. do zaniku języka makuva). W jego leksyce zaznaczyły się wpływy austronezyjskie, sięgające podstawowych warstw słownictwa. Dodatkowo za pośrednictwem malajskiego zaczerpnął słownictwo z arabskiego i sanskrytu. 
Istnieje stosunkowo bogaty zasób publikacji poświęconych temu językowi. Wiele danych leksykalnych dot. fataluku zebrał misjonarz Alfonso Nácher w trakcie swojej pracy w Timorze Wschodnim. Na podstawie rękopisu z 1984 r. sporządzono słownik fataluku-portugalski, wydany na łamach czasopisma „Estudos de Línguas e Culturas de Timor-Leste” (w dwóch częściach, 2003/2004) oraz w postaci książkowej (Léxico Fataluco-Português, 2012). Pozostałe materiały obejmują krótki słownik Disionáriu badak Fataluku-Tetun, Tetun-Fataluku (2006), a także opracowania gramatyczne: La langue des Fataluku de Lorehe (Timor Portugais) (1973), Fataluku (Fatalukunu) (2005) .
Jest zapisywany alfabetem łacińskim, przy czym nie istnieje ogólnie przyjęta norma ortografii. W praktyce stosuje się nieustandaryzowaną pisownię wzorowaną na ortografii indonezyjskiej. Fataluku bywa wykorzystywany w wiadomościach tekstowych i mediach społecznościowych. Brak ugruntowanej tradycji literackiej.

## System dźwiękowy
Podano za Heston 2015 ↓, s. 13–14.

### Spółgłoski
|                    | dwuwargowe | wargowo-zębowe | przedniojęzykowo- dziąsłowe | podniebienne | miękko- podniebienne | krtaniowe |
| ------------------ | ---------- | -------------- | --------------------------- | ------------ | -------------------- | --------- |
| zwarte             | p (b)      |                | t (d)                       |              | k (g)                | ʔ         |
| zwarto-szczelinowe |            |                | t͡ʃ                          |              |                      |           |
| szczelinowe        |            | f v            | s z                         |              |                      | h         |
| nosowe             | m          |                | n                           |              |                      |           |
| drżące             |            |                | r                           |              |                      |           |
| boczne             |            |                | l                           |              |                      |           |
| półotwarte         |            |                |                             | j            |                      |           |

/b/, /d/ i /g/ występują tylko w zapożyczeniach, zwłaszcza z indonezyjskiego i tetum (tetun-dili).

### Samogłoski
|             |             | przednie | centralne | tylne |
| ----------- | ----------- | -------- | --------- | ----- |
| przymknięte | przymknięte | i        |           | u     |
| średnie     | średnie     | e        |           | o     |
| otwarte     | otwarte     |          | a         |       |